# Julius Eduard Ballhorn
Julius Eduard Ballhorn (* 18. April 1825 in Berlin; † 10. Oktober 1882 in Königsberg) war ein preußischer Jurist, Regierungsbeamter und Präsident der Kirchenprovinzen Ost- und Westpreußen.

## Leben
Ballhorn wurde nach abgeschlossenem Studium der Rechtswissenschaften Regierungsassessor in Breslau, 1862 Regierungsrat, später Oberregierungsrat, in Oppeln. Von 1874 bis zu seinem Tod war er Präsident des königlichen Konsistoriums für die Kirchenprovinz Preußen in Königsberg. In seiner Amtszeit wurde die (Wieder-)Aufteilung dieser Kirchenprovinz in Ost- und Westpreußen entsprechend der geänderten staatlichen Provinzialgliederung vorbereitet. 1881 wurde er Rat II. Klasse. 
Er starb, nachdem er schon Jahre schwer krank gewesen war, am 10. Oktober 1882 im 58. Lebensjahr. Verheiratet (20. Oktober 1850 in Minden) war er mit Marie Franziska Emilie Luise Kunitz (1827–1905).